# Énergie éolienne aux Pays-Bas

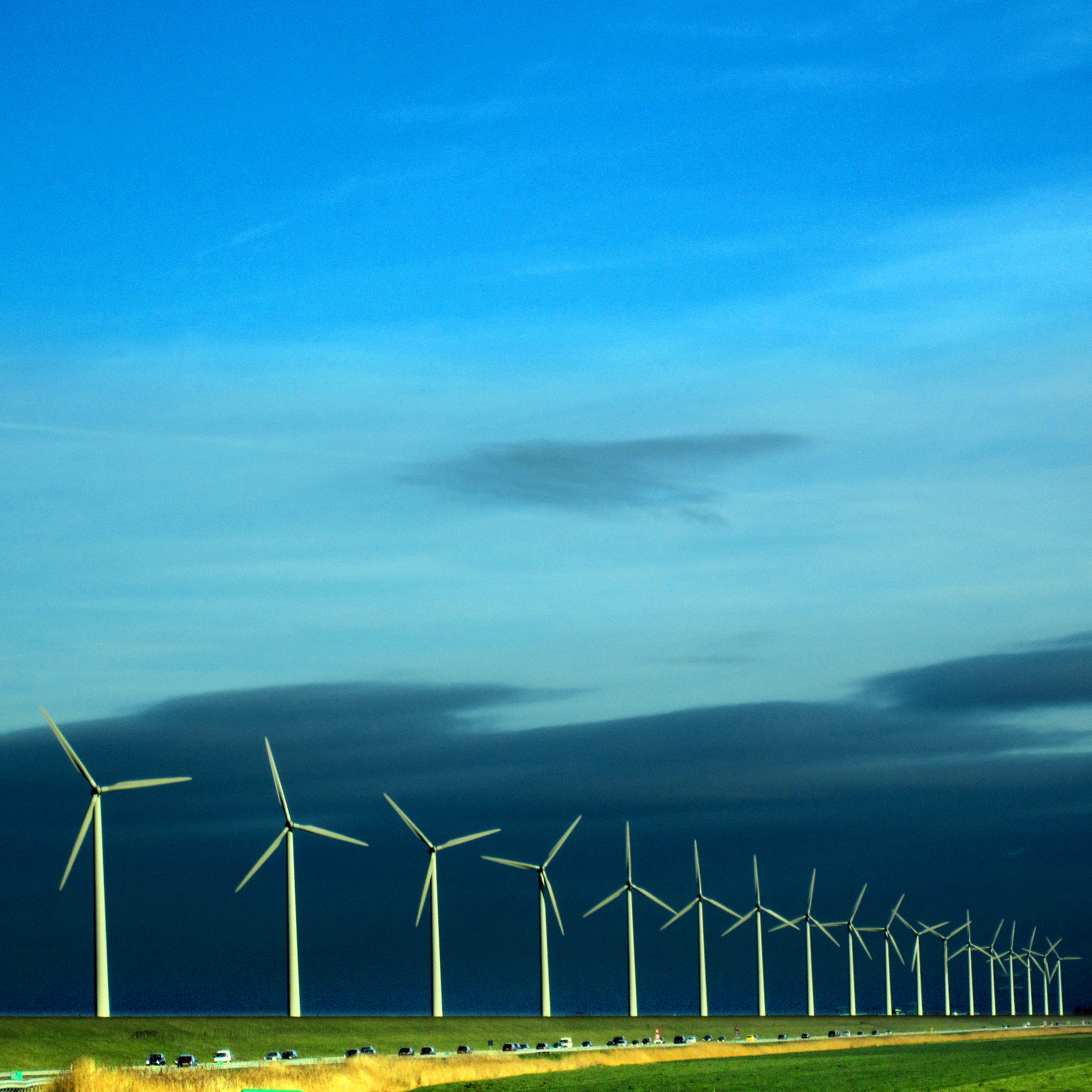
Éoliennes nouvelle génération aux Pays-Bas.

L'énergie éolienne est devenue une source d'énergie majeure aux Pays-Bas : l'éolien produisait 28 % de l'électricité néerlandaise en 2024, et sa progression a été très rapide.
Les Pays-Bas produisent 6,8 % de l'électricité éolienne de l'Union européenne (UE) en 2024, au 5e rang de l'UE et au 13e rang mondial (1,2 %) ; leur puissance installée fin 2024 représente 5,0 % du total de l'UE (6e rang) et 1,03 % du total mondial (14e rang) ; sur le segment de l'éolien en mer (46,4 % de la production éolienne du pays), ils sont au 2e rang de l'UE, avec 24,4 % de la production éolienne maritime de l'UE, et au 4e rang mondial avec 5,9 % de la puissance installée mondiale.
Le pays se situait en 2023 au 5e rang mondial pour la part de l'éolien dans la production d'électricité et en 2024 au 7e rang de l'UE pour sa puissance installée par habitant, supérieure de 24 % à la moyenne de l'UE.

## Production

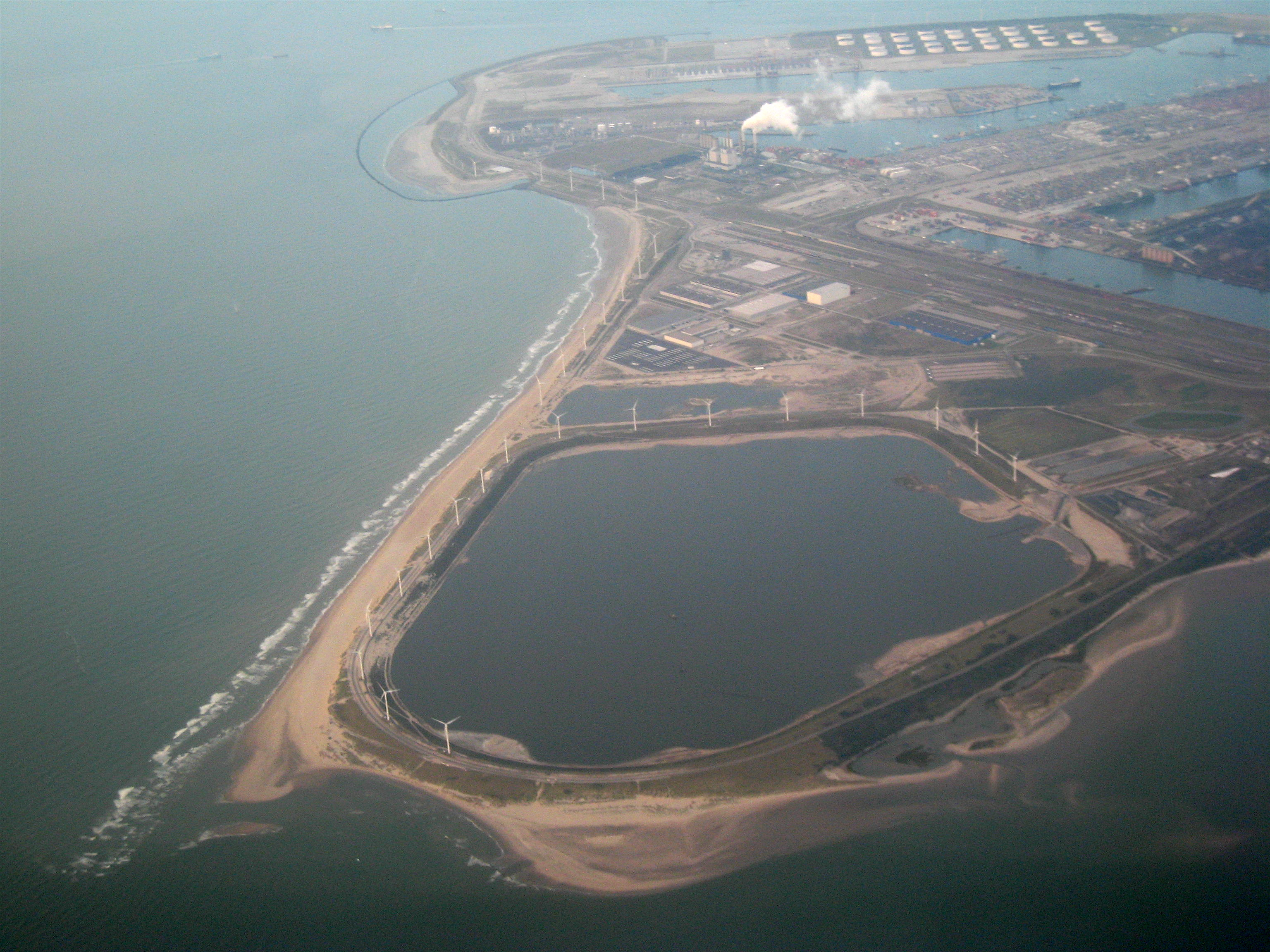
Éoliennes dans le parc industriel de Maasvlakte (port de Rotterdam).

Selon EurObserv'ER, la production éolienne des Pays-Bas  s'est élevée à 33 368 GWh en 2024, en hausse de 13 % par rapport à 2023, soit 6,8 % du total de l'UE, au 5e rang des producteurs éoliens de l'Union européenne (UE), derrière l'Allemagne : 138 859 GWh (28,5 %), l'Espagne : 62 444 GWh (12,8 %), la France : 44 853 GWh (9,2 %) et la Suède : 41 467 GWh (8,5 %). L’énergie éolienne représentait 28 % de la production d’électricité du pays en 2024.
La production d'électricité éolienne des Pays-Bas s'élevait en 2023 à 29 164 GWh, soit 24,0 % de la production d'électricité du pays.
L'Energy Institute estime la production éolienne des Pays-Bas en 2023 à 28,9 TWh, soit 1,2 % de la production éolienne mondiale, au 13e rang mondial, loin derrière la Chine : 38,1 %, les États-Unis : 18,5 % et l'Allemagne : 6,1 %. La part de l'éolien dans la production d'électricité néerlandaise est estimée à 23,6 %, plaçant le pays au 5e rang mondial pour la part de l'éolien dans la production d'électricité, derrière le Danemark (57,7 %), le Royaume-Uni (28,7 %), l'Allemagne (27,7 %) et le Portugal (26,8 %).
| Année | Production (GWh) | Accroissement | Part prod.élec. |
| 1995  | 317              |               | 0,4 %           |
| 2000  | 829              |               | 0,9 %           |
| 2005  | 2 067            |               | 2,1 %           |
| 2006  | 2 735            | +32 %         | 2,8 %           |
| 2007  | 3 438            | +26 %         | 3,3 %           |
| 2008  | 4 260            | +24 %         | 4,0 %           |
| 2009  | 4 581            | +8 %          | 4,0 %           |
| 2010  | 3 994            | -13 %         | 3,3 %           |
| 2011  | 5 101            | +28 %         | 4,5 %           |
| 2012  | 4 981            | -2 %          | 4,8 %           |
| 2013  | 5 627            | +13 %         | 5,5 %           |
| 2014  | 5 797            | +3 %          | 5,6 %           |
| 2015  | 7 550            | +30 %         | 6,9 %           |
| 2016  | 8 170            | +8 %          | 7,1 %           |
| 2017  | 10 568           | +29,4 %       | 9,0 %           |
| 2018  | 10 548           | -0,02 %       | 9,2 %           |
| 2019  | 11 507           | +9,1 %        | 9,5 %           |
| 2020  | 15 277           | +32,8 %       | 12,4 %          |
| 2021  | 18 046           | +18,1 %       | 14,8 %          |
| 2022  | 21 400           | +18,6 %       | 17,6 %          |
| 2023  | 29 164           | +36,3 %       | 24,0 %          |
| 2024  | 33 368           | +13,0 %       | 28 %            |

Selon EurObserv'ER, la production éolienne des Pays-Bas  s'est élevée à 28 885 GWh en 2023, soit 6,1 % du total de l'UE, au 5e rang des producteurs éoliens de l'Union européenne (UE), derrière l'Allemagne (29,8 %), l'Espagne (13,5 %), la France (10,6 %) et la Suède (7,2 %).
Selon EurObserv'ER, la production éolienne des Pays-Bas  s'est élevée à 21 152 GWh en 2022, au 5e rang des producteurs éoliens de l'Union européenne (UE), avec 5,0 % du total de l'UE, derrière l'Allemagne (29,9 %), l'Espagne (14,9 %), la France (9,0%) et la Suède (7,9 %).
Selon l'Energy Institute, les éoliennes des Pays-Bas ont produit 17,4 % de l'électricité du pays et 1 % de la production éolienne mondiale.
Les Pays-Bas étaient en 2018 le 10e producteur d’électricité éolienne d'Europe, avec 10 549 GWh, en recul de 0,2 % par rapport à 2016, loin derrière le leader allemand : 111 590 GWh.
L'éolien couvrait 9,7 % de la consommation électrique néerlandaise sur la période mi-2017 à mi-2018 ; ce taux atteignait atteignait 40,5 % au Danemark, 20,4 % en Allemagne, 14,1 % au Royaume-Uni, 11,2 % en Suède et 5,7 % en France.

## Puissance installée

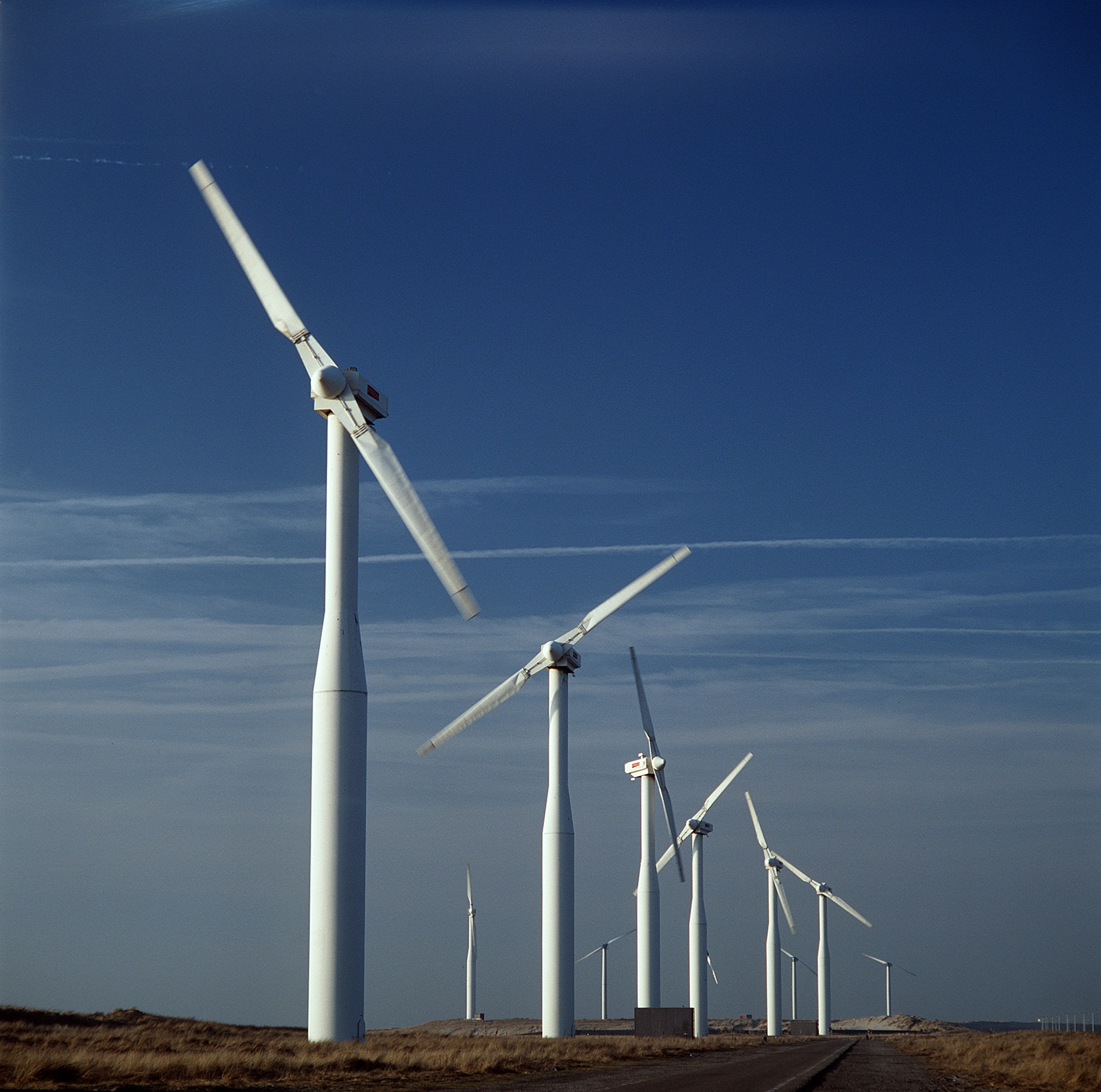
Parc éolien de Noordoostpolder en 2004.

Les Pays-Bas ont installé 1 024 MW en 2024 et mis hors service 57 MW, portant leur puissance installée éolienne à 11 701 MW fin 2024 (+9 %), soit 5,0 % du total de l'Union européenne (UE), au 6e rang de l'UE, derrière l'Allemagne (72 786 MW, soit 31,4 %), l'Espagne (31 853 MW, 13,7 %), la France (24 966 MW, 10,8 %), la Suède (7,4 %) et l'Italie (5,6 %). Leur part du marché de l'UE en 2024 était de 4,9 %, au 4e rang derrière l'Allemagne (19,6 %), la Finlande (6,8 %) et la France (5,6 %).
La puissance installée par habitant des Pays-Bas s'élevait en 2024 à 652,1 W, supérieure de 24 % à la moyenne de l'UE (516,2 W), au 7e rang européen derrière la Suède (1 632,1 W), la Finlande, le Danemark, l'Irlande, l'Allemagne (872,1 W) et l'Espagne (655,2 W).
Au niveau mondial, les Pays-Bas se situent au 14e rang avec 1,03 % du total mondial en 2024, loin derrière la Chine (45,8 %), les États-Unis (13,6 %), l'Allemagne (6,4 %) et l'Inde (4,2 %). Les nouvelles installations d'éoliennes aux Pays-Bas ont représenté 0,25 % du marché mondial, loin derrière la Chine (68 %), les États-Unis (3,5 %) et l'Allemagne (3,4 %).
Les Pays-Bas ont installé 1 994 MW en 2023, portant leur puissance installée éolienne à 10 749 MW fin 2023 (+22,8 %), soit 4,6 % du total de l'Union européenne (UE), au 6e rang de l'UE, derrière l'Allemagne (69 474 MW, soit 31,8 %), l'Espagne (30 775 MW, 14,1 %), la France (22 390 MW, 10,2 %), la Suède (7,4 %) et l'Italie (5,6 %). Leur part du marché de l'UE en 2023 était de 12,7 %, au 2e rang derrière l'Allemagne (24,5 %).
Les Pays-Bas ont installé 1 077 MW en 2022, portant sa puissance installée éolienne à 8 747 MW fin 2022 (+12,6 %), après déduction de 100 MW mis hors service. Ils se classent au 6e rang de l'Union européenne (UE) avec 4,3 % du total de l'UE, derrière l'Allemagne (32,7 %), l'Espagne (14,3 %), la France (9 %), la Suède (7,2 %) et l'Italie (5,8 %). Leur part du marché de l'UE en 2022 était de 7,2 %, au 7e rang.
La puissance installée par habitant des Pays-Bas s'élevait en 2022 à 497,3 W, supérieure de 9,6 % à la moyenne de l'UE (453,7 W), au 8e rang européen derrière la Suède, le Danemark, la Finlande, l'Irlande, l'Allemagne, l'Espagne et le Portugal.
Au niveau mondial, les Pays-Bas se situent au 14e rang avec 1,0 % du total mondial en 2022, loin derrière la Chine (43,5 %), les États-Unis (14,7 %), l'Allemagne (6,8 %) et l'Inde (4,4 %). Les nouvelles installations d'éoliennes aux Pays-Bas ont représenté 1,7 % du marché mondial, loin derrière la Chine (48,5 %), les États-Unis (11,1 %), le Brésil (5,2 %), l'Allemagne (3,5 %), le Royaume-Uni (3,1 %), la Suède (3,1 %). En 2021, les Pays-Bas avaient installé 1 344 MW.
Les Pays-Bas ont installé 97 MW d'éoliennes en 2019, portant la puissance installée de son parc éolien à 4 600 MW, en progression de 2,2 %, dont 3 482 MW à terre et 1 118 MW en mer, au 10e rang européen avec 2,4 % du parc éolien de l'Union européenne, loin derrière l'Allemagne (61 357 MW) et l'Espagne (25 808 MW).
En 2018, les installations ont atteint 162 MW et les déclassements 72 MW, portant la puissance installée de leur parc éolien à 4 292 MW, en progression de 2,1 %, au 10e rang européen avec 2,4 % du total de l'Union européenne.
Les Pays-Bas se classaient au 18e rang mondial fin 2018 avec 0,7 % du total mondial.
Les Pays-Bas se situaient en 2017 au 11e rang européen pour la puissance installée par habitant : 250,0 W/hab, loin derrière le Danemark (960,3 W/hab) mais devant la France (13e avec 202,3 W/hab), alors que la moyenne de l'Union européenne était de 330,2 W/hab.

## Éolien en mer

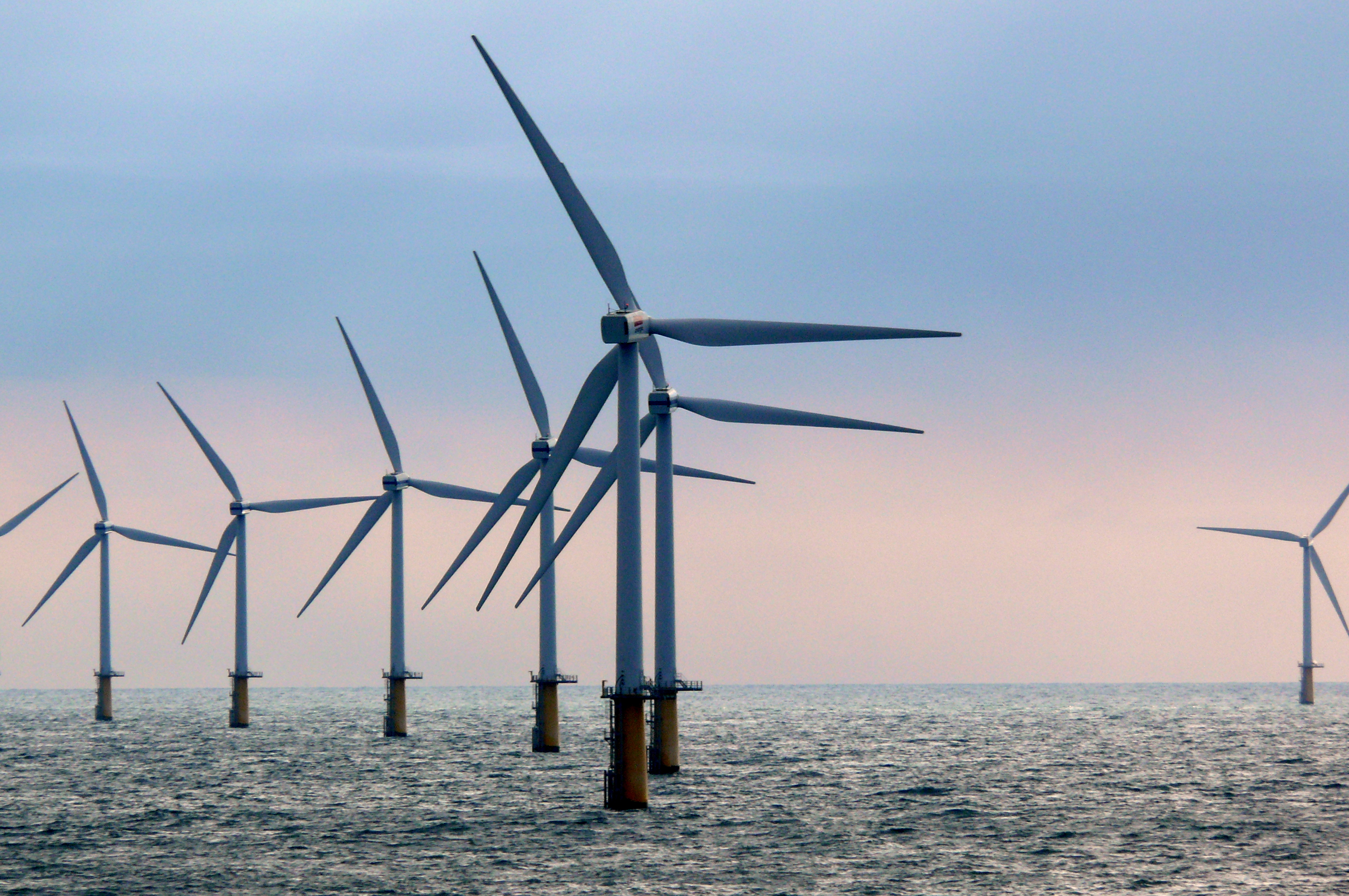
Parc éolien offshore Princesse Amalia (120 MW) en 2011.

Selon EurObserv'ER, la production d'électricité des éoliennes en mer néerlandaises s'est élevée à 15 488 GWh en 2024, en progression de 32,2 % par rapport à 2023 (11 712 GWh), soit 46,4 % de la production éolienne du pays et 24,4 % de la production éolienne maritime de l'Union européenne (UE), au 2e rang derrière l'Allemagne (26 082 GWh, soit 41 %).
Selon EurObserv'ER, la production d'électricité des éoliennes en mer néerlandaises en 2023 a progressé de 44 % par rapport à 2022 (8 015 GWh), soit 40 % de la production éolienne du pays et 21,1 % de la production éolienne maritime de l'Union européenne (UE), au 2e rang derrière l'Allemagne (43,6 %).
Les Pays-Bas ont installé 770,5 MW en mer en 2024, portant leur puissance installée éolienne maritime à 4 748 MW fin 2024, soit 22,9 % du total de l'UE, au 2e rang derrière l'Allemagne (9 215 MW, 44,5 %) et devant le Danemark (2 641 MW), la Belgique (2 262 MW) et la France (1 508 MW)). Les mises en service de 2024 ont concerné les éoliennes restantes du parc Hollandse Kust Zuid (1 529 MW), actuellement le plus grand parc éolien maritime au monde avec ses 139 turbines Siemens Gamesa de 11 MW). Les prochaines mises en service sont prévues pour la fin de l’année 2026 et le début 2027 avec les projets Hollandse Kust West 1&2 (puissance respective de 756 MW et 760 MW) dont l’appel d’offres avait été clôturé fin 2022. En février 2024, un autre appel d’offres a été lancé pour les sites éoliens offshore dénommés IJmuiden Ver Alpha et Beta (2 GW chacun) pour une mise en service prévue en 2029. En avril 2024, le gouvernement a ajusté la feuille de route de l’éolien maritime : les 21 GW de capacité seront atteints d’ici la fin de 2032, au lieu de 2031.
Au niveau mondial, selon le GWEC, les Pays-Bas se situent au 4e rang avec 5,9 % du total mondial en 2024, loin derrière la Chine (41 813 MW, soit 50,3 %), le Royaume-Uni (15 929 MW, 19,2 %) et l'Allemagne (11,1 %). Les nouvelles installations d'éoliennes aux Pays-Bas ont représenté seulement 1,6 % du marché mondial contre 50,5 % en Chine, 14,7 % au Royaume-Uni, 11,7 % à Taïwan, 9,1 % en Allemagne et 8,2 % en France.
Les Pays-Bas ont installé 1 408,5 MW en mer en 2023, portant leur puissance installée éolienne maritime à 3 978 MW fin 2023, soit 21,7 % du total de l'UE, au 2e rang derrière l'Allemagne (8 458 MW, 46,1 %) et devant le Danemark (2 469 MW), la Belgique (2 262 MW) et la France (842 MW)). Les principales mises en service ont concerné le parc Hollandse Kust Noord 5 (759 MW, 69 turbines Siemens Gamesa de 11 MW) ainsi que les dernières éoliennes du parc Hollandse Kust Zuid. La dernière éolienne a été installée en juin 2023, mais le parc ne sera pleinement opérationnel qu’en 2024, un navire marchand étant entré en collision en 2022 avec les fondations d’une éolienne.
Au niveau mondial, les Pays-Bas se situent au 4e rang avec 6,3 % du total mondial en 2023, loin derrière la Chine (37 775 MW, soit 50,3 %), le Royaume-Uni (14 751 MW, 19,6 %) et l'Allemagne (11,1 %). Les nouvelles installations d'éoliennes aux Pays-Bas ont représenté 17,8 % du marché mondial contre 58,4 % en Chine, 7,7 % au Royaume-Uni, 3,3 % en France et 2,4 % en Allemagne.
Les Pays-Bas ont installé 111 MW en mer en 2022, portant leur puissance installée éolienne maritime à 2 571 MW fin 2022, au 2e rang de l'Union européenne, derrière l'Allemagne (8 129 MW) et devant le Danemark (2 306 MW), la Belgique (2 262 MW) et la France (480 MW)). En 2022 ont été raccordées au réseau les premières éoliennes du parc éolien de Hollandse Kust Zuid 1&2, le premier parc éolien offshore non subventionné au monde (111 MW sur les 770 MW du projet). Avec Hollandse Kust Zuid 3&4, seront installées au total 140 turbines de 11 MW dont le rotor a un diamètre de 200 mètres, soit plus de 1,5 GW ; Vattenfall et BASF sont les propriétaires de ce projet. La construction du parc de Hollandse Kust Noord (759 MW, 69 turbines 11 MW) a également débuté en octobre 2022 et devrait se terminer mi-2023. Le propriétaire du projet, CrossWind, une coentreprise entre Shell et Eneco, mettra en œuvre plusieurs innovations dans la construction du parc éolien, dont la production d’hydrogène offshore et des panneaux solaires flottants. Holland Hydrogen I deviendra la plus grande usine d’hydrogène renouvelable d’Europe une fois opérationnelle en 2025.
Au niveau mondial, les Pays-Bas se situent au 4e rang avec 4,4 % du total mondial en 2022, loin derrière la Chine (48,9 %), le Royaume-Uni (21,6 %) et l'Allemagne (12,5 %). Les nouvelles installations d'éoliennes aux Pays-Bas ont représenté 4,2 % du marché mondial contre 57,6 % en Chine, 13,4 % au Royaume-Uni, 5,5 % en France et 3,9 % en Allemagne.
La puissance des parcs éoliens en mer atteint 1 118 MW en 2019, au 5e rang européen avec 5,1 % du parc éolien en mer de l'Union européenne, derrière le Royaume-Uni (9 945 MW), l'Allemagne (7 445 MW), le Danemark (1 703 MW) et la Belgique (1 556 MW).
Les éoliennes en mer totalisaient 957 MW fin 2018 selon EurObserv'ER, sans changement depuis 2016, au 5e rang européen avec 5,2 % du total européen, loin derrière le Royaume-Uni : 7 940 MW, l'Allemagne : 6 405 MW, le Danemark : 1 700,8 MW et la Belgique (1 178 MW).
Fin 2018, selon GWEC, le parc éolien en mer néerlandais atteignait 1 118 MW,  au 6e rang mondial, la Chine étant 3e avec 4 588 MW ; les 600 MW connectés au réseau en 2016 (parc de Gemini, à 85 km au large des côtes néerlandaises) représentaient une augmentation de 168 % et donnaient aux Pays-Bas une part de 43 % dans le marché européen de 2016.
TotalEnergies et Ørsted annoncent le 13 mai 2022 s’associer pour répondre aux appels d’offres éolien offshore de la zone « Holland Coast West » à 53 kilomètres des côtes néerlandaises, dont la capacité cumulée atteint près de 1,5 GW.

## Principaux parcs éoliens

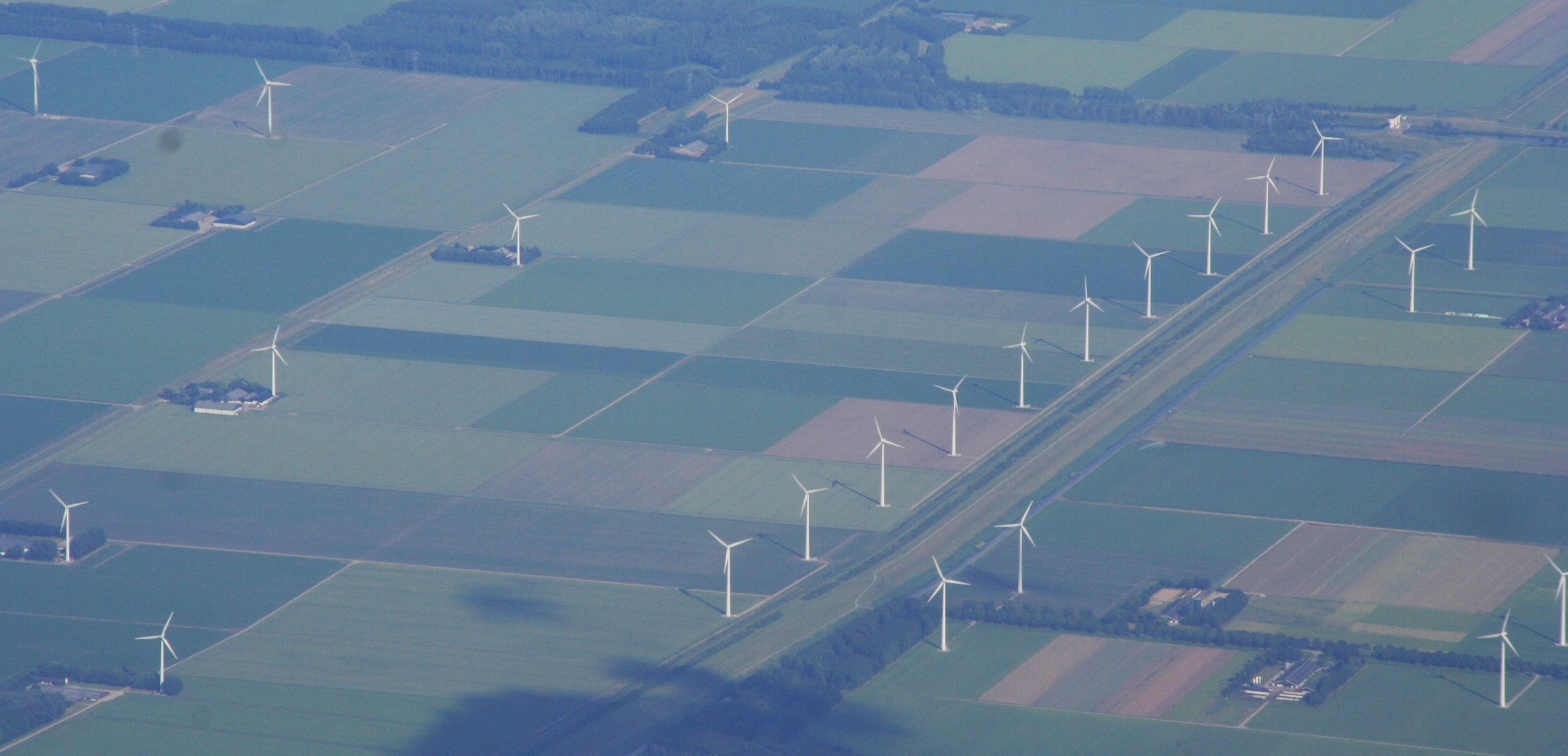
Champs d'éoliennes et de fermes à Zeewolde dans la province du Flevoland.

La base de données The Windpower recense 686 parcs éoliens néerlandais totalisant 13,3 GW en avril 2023, dont 8,39 GW en fonctionnement (5,68 GW à terre et 2,71 GW en mer), 2,68 GW en construction, dont 2,43 GW en mer et 1,52 GW en projet ; les principaux sont :
Parcs éoliens terrestres :
- Eemshaven (Eemsmond) dans la province de Groningue : Emmapolder 60 MW, GroWind 63 MW, Eeems 27 MW ; Westereems 213,3 MW ;
- Princess Alexia dans la province du Flevoland : 122,4 MW ;
- Zuidwester, en construction dans la province du Flevoland : 90 MW ;
- Kreekraksluis dans la province de Zélande : 77,5 MW
- Delfzijl Sud dans la province de Groningue : 75 MW ;
- Delfzijl Nord dans la province de Groningue : 62,7 MW ;
- Lelystad dans la province du Flevoland : 46 MW ;
- Terneuse dans la province de Zélande : 44 MW.

Parcs éoliens offshore :
- Princesse Amalia : 120 MW, mis en service en 2008 par Eneco Energie ;
- OWEZ (Offshore Windpark Egmond aan Zee) : 108 MW, mis en service en 2008 par Nuon et Shell.
- Luchterduinen : 129 MW, mis en service en septembre 2015 par Eneco et Mitsubishi ;
- Westermeerdijk buitendijks (Noordoostpolder-Westermeerwind), sur l'IJsselmeer : 144 MW, mis en service en mars 2016 par Westermeerwind BV ;
- Gemini : 600 MW (150 turbines Siemens de 4 MW), construit à 85 km au large des côtes néerlandaises de 2015 à 2016 par le consortium Northland Power/Siemens/HVC Groep[23] ;
- Borssele 1 à 5 : 1 501 MW, construit en 2020-2021 en 5 tranches : Borssele I & II (94 turbines Siemens Gamesa de 8 MW, soit 752 MW), construit par Ørsted de janvier 2020 à septembre 2021 ; Borssele III & IV (77 turbines Vestas de 9,5 MW, soit 731,5 MW), construit en 2019-2020 par le consortium Blauwwind II (Shell, Van Oord, Eneco et Mitsubishi) et mis en service en février 2021[26] ; Borssele V (2 turbines Vestas de 9,5 MW), construit par le consortium Two Towers ;
- Hollandse Kust Zuid 1&2 : 770 MW (70 turbines de 11 MW dont le rotor a un diamètre de 200 mètres), dont 111 MW ont été connectés au réseau en 2022 ; Vattenfall et BASF sont les propriétaires de ce projet, le premier parc éolien offshore non subventionné au monde[6] ; construction achevée en juin 2023[21] ;
- Hollandse Kust Zuid 3&4 : 770 MW (70 turbines de 11 MW, construit après Hollandse Kust Zuid 1&2[15] ; construction achevée en juin 2023[21] ;
- Hollandse Kust Noord 5 : 759 MW (69 turbines de 11 MW), dont la construction a débuté en octobre 2022[15] ; mis en service le 20 décembre 2023[27] ;
- Hollandse Kust (West) 6 et 7 : 756 MW et 760 MW ; l'appel d’offres a été clôturé fin 2022 et la mise en service est prévue fin 2026[21].

## Politique énergétique
Le gouvernement néerlandais a fixé un objectif de 70 GW d’éolien offshore d’ici 2050 pour la production d’électricité associée à la production d’hydrogène à grande échelle.
En 2019, deux appels d'offres ont alloué 783 MW avec des contrats garantissant les prix de l'électricité produite selon le système du complément de rémunération par rapport au prix de marché.

### Ouvrages - publications
: document utilisé comme source pour la rédaction de cet article.
- Baromètre éolien 2025, EurObserv'ER, 1er avril 2025 (lire en ligne [PDF]).
- Baromètre éolien 2024, EurObserv'ER, 28 mars 2024 (lire en ligne [PDF]). .
- Baromètre éolien 2023, EurObserv'ER, 28 mars 2023 (lire en ligne [PDF]). .